# Unitaryzm

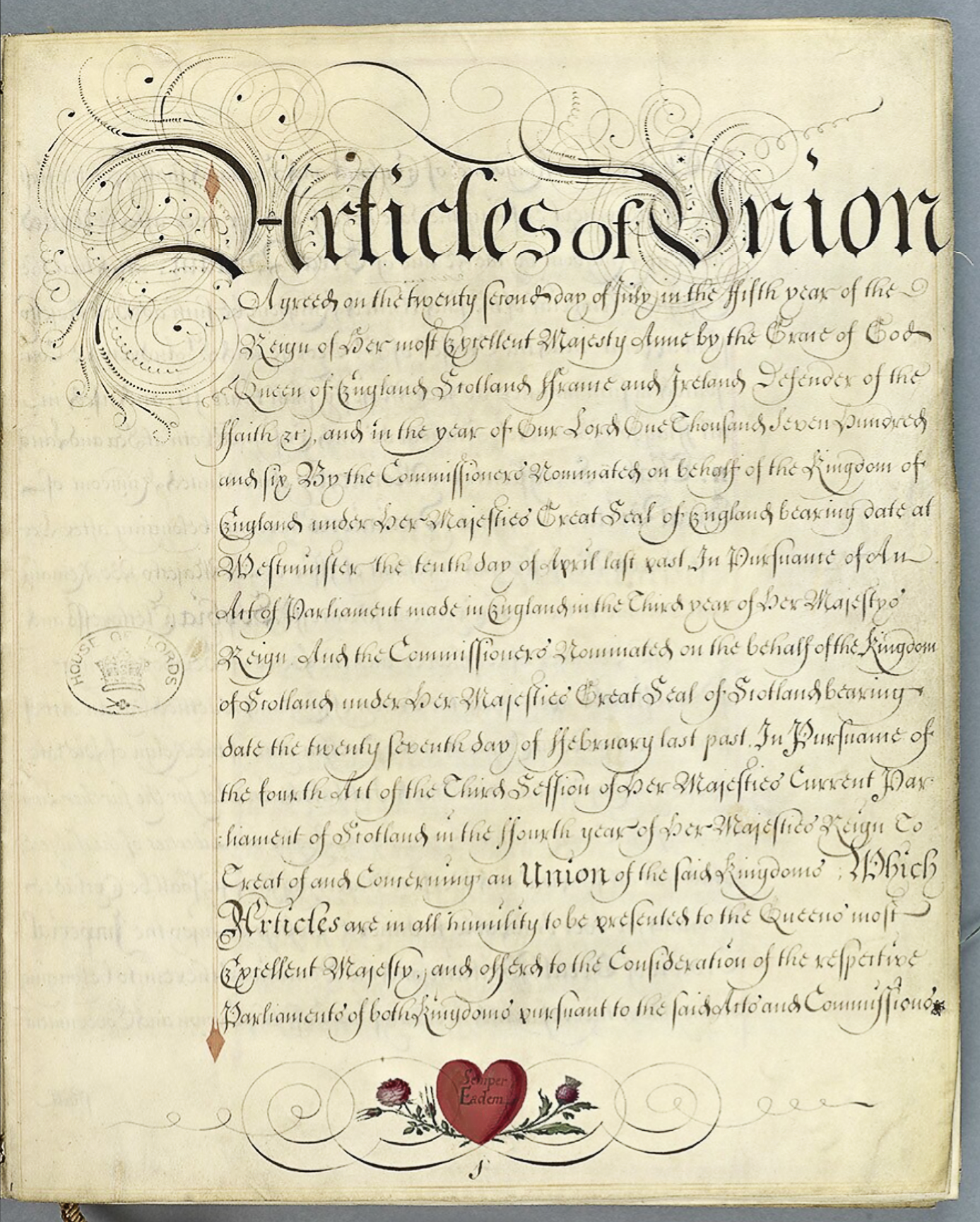
Akt Unii Królestwa Anglii i Królestwa Szkocji z 28 stycznia 1707 r., na mocy którego powstało Królestwo Wielkiej Brytanii

Unitaryzm – polityczna zasada porządku i organizacji, która polega na dążeniu do zjednoczenia w jedną całość wielu autonomicznych tworów społecznych, np. połączenie landów (Niemcy), kantonów (Szwajcaria), grup etnicznych, narodów (Stany Zjednoczone, dawny Związek Socjalistycznych Republik Radzieckich, Indie, Jugosławia) oraz państw (Zjednoczone Królestwo Wielkiej Brytanii i Irlandii Północnej, Wspólnota Europejska).
W przeważającej części struktur politycznych przeważa pewna jakość jednoczenia tendencji unitarnych z tendencjami federalistycznymi. Unitarystą był między innymi prezydent Argentyny Bartolomé Mitre.

## Definicja
- Unitaryzm – globalne przejęcie kontroli.
- Federalizm – lokalne sprawowanie władzy.

W ujęciu fantazyjnym powtarzanym przez polityków unitaryzm jest więc tendencją wenusjańską, a federalizm marsjańską. Oznacza to, że:
- nie można obejść się bez obu tendencji,
- najważniejsze jest jednoczenie tendencji unitarnych z federalistycznymi,
- w praktyce takie rozwiązanie sprzyja powstaniu mechanizmów grupy i sprzyja strategiom impasu (gdzie nie ma wygranej), kompromisu (rozwiązanie połowiczne, gdzie wszyscy tracą) i konsensusu (budowanie mostu porozumienia).